# Фрей-Эрозе, Фридрих
Фридрих Фрей-Эрозе (нем. Friedrich Frey-Herosé) (12 октября 1801 года, Линдау, Бавария — 22 сентября 1873 года, Берн, кантон Берн, Швейцария) — швейцарский политик, президент, начальник штаба союзной армии в Гражданской войне 1847 года. Один из первых семи членов Федерального совета, член Радикально-демократической партии.

## Биография
Фридрих Фрей родился в семье промышленника Даниэля Фрея и Анны Элизабет Зульцер в Линдау (Бавария). В 1810 году семья переехала в Арау (Швейцария). Там он окончил школу, затем изучал химию в Лозанне и Коллеж де Франс в Париже. В 1824 году женился на дочери промышленника Генриетте Эрозе и добавил её фамилию к своей. У них родилось 5 детей. В 1834 году он был избран в кантональный парламент Аргау и в ноябре 1837 года вошёл в Малый совет (правительство) кантона Аргау. Как президент Военной комиссии Фрей был также верховным командующим войсками Аргау. В 1847 году участвовал в Гражданской войне в качестве начальника штаба при командующем союзной армией генерале Гийоме Анри Дюфуре. После разгрома Зондербунда был членом Комиссии по принятию новой федеральной конституции. В первые выборы был избран в Федеральный совет от Аргау.
- 1839 — 1840 — глава правительства кантона Аргау (1-й раз).
- 1842 — 1843 — глава правительства кантона Аргау (2-й раз).
- 1845 — 1846 — глава правительства кантона Аргау (3-й раз).
- 16 ноября 1848 — 31 декабря 1866 — член Федерального совета Швейцарии.
- 21 ноября 1848 — 31 декабря 1853 —  начальник департамента (министр) торговли и сборов.
- 1 января — 31 декабря 1853 — вице-президент Швейцарии.
- 1 января — 31 декабря 1854 — президент Швейцарии, начальник политического департамента (министр иностранных дел).
- 1 января 1855 — 31 декабря 1859 —  начальник военного департамента.
- 1 января — 31 декабря 1859 — вице-президент Швейцарии.
- 1 января — 31 декабря 1860 — президент Швейцарии, начальник политического департамента.
- 1 января 1861 — 31 декабря 1866 —  начальник департамента торговли и сборов.